# Lamazière-Basse
 Lamazière-Basse  là một xã thuộc tỉnh Corrèze trong vùng Nouvelle-Aquitaine miền trung Pháp.